# Zomerzotheid
Zomerzotheid is een Nederlandse film uit 1936 in zwart-wit met geluid, naar de jongedamesroman Een zomerzotheid (1927) van Cissy van Marxveldt. Het verhaal speelt zich af in de jaren twintig. De opnamen werden gemaakt in Groot-Heidestein en de omgeving van Driebergen en Zeist. De laatste scenes zouden worden opgenomen in de Cinetone Studio's.
De film is nooit in de bioscoop vertoond. Hij heeft jarenlang op de plank gelegen en is vervolgens helemaal verdwenen. Het gerucht gaat dat het scenario van de film meermalen is herschreven. Desondanks zijn er van de film geen scenario's meer gevonden. Van de film resteren circa 400 set- en publiciteitsfoto's die worden bewaard bij Eye Filmmuseum.

## Verhaal
Vier jonge dames die in het dagelijks leven studeren, beleven de zomer van hun leven. Een van de dames, de naïeve Ella, beweert tegen de anderen, dat ze een jonkheer herkent aan zijn gedrag en manieren. Op het terras, waar ze zitten, verblijft een paar tafeltjes verder een jonkheer met zijn chauffeur, die hierin wel een uitdaging ziet en van rol wisselt met zijn chauffeur. Vele komische situaties zijn het gevolg. Voor de jongelui wordt het een zomer om nooit te vergeten.

## Rolverdeling
| Acteur                           | Personage |
| -------------------------------- | --------- |
| Henry Berg                       |           |
| Leo de Hartogh                   |           |
| Pam Henning (C.C.P. Ingenegeren) |           |
| Jenny Moerdijk                   |           |
| Elly Sternheim                   |           |
| Theo Valck-Lucassen              |           |
| Adriaan van Hees                 |           |
| Anny van Duyn                    |           |

## Achtergrond
In 1968 werd de betrokken cameraman Otto van Neijenhoff geïnterviewd over de film. Deze wist ook niet te vertellen waarom de film nooit is uitgebracht, maar had daar wel zijn gedachten over. Producer Henry Berg, die zich ook wel Hemmy Berg noemde, was een acteur/producer in Duitse B-films. Hij zou met regisseur Hans van Meerten in conflict zijn geraakt over het eindresultaat, waardoor de film nooit afgemonteerd zou zijn.

Ook wordt wel gedacht dat de film is blijven liggen omdat geen distributeur kon worden gevonden. Over Van Meerten was ook niet meer bekend dan dat dit zijn eerste grote film zou zijn; hiervoor zou hij Joris Ivens geassisteerd hebben met enkele documentaires en was hij lid van de Filmliga. Overigens werden alle vrouwelijke hoofdrollen gespeeld door vrouwen die nooit eerder in de filmindustrie actief waren.
Op 22 november 2013 hield Rommy Albers van Eye Filmmuseum een voordracht waarin zij aan de hand van de bewaard gebleven setfoto's reconstrueerde hoe de film eruit had zullen zien.